# Jean-Michel Billioud
Pour les articles homonymes, voir Billioud.
Jean-Michel Billioud, né le 23 juillet 1964 à Marseille, est un écrivain et historien français.

## Biographie
Formé en histoire à l’École des Hautes Études en Sciences Sociales (EHESS) et en journalisme à l'Institut Français de Presse (IFP), il a écrit de nombreux livres à destination de la jeunesse ainsi que des essais et des ouvrages de vulgarisation historique. Il collabore avec plusieurs revues (Historia, la Revue dessinée, Canopée..).
En 2024 il écrit le documentaire jeunesse Quand on arrive en France. Histoire de l'immigration, illustré par Michaël Sterckeman.

## Publications

### Fictions jeunesse
- 1996, Le Vélo, c'est trop dur !, illustrations de Cyril Cabri, Paris, Nathan.Traduction en coréen.
- 1998, Le Rêveur de bicyclette, illustrations de Claude Cachin, Paris, Flammarion, collection du Père Castor.
- 1998, Agathe cherche une maison, illustrations Laurent Audouin, Pantin, Ed. Hemma.
- 1998, Clément part en voyage, illustrations Laurent Audouin, Pantin, Ed. Hemma.
- 1998, Qui fait peur à l'éléphant, illustrations Laurent Audouin, Pantin, Ed. Hemma.
- 1998, La maison de marine, illustrations Laurent Audouin, Pantin, Ed. Hemma.
- 1999, Une Affreuse rage de dents, illustrations Michel Gay, Paris, Ed. Kaléidoscope,  (ISBN 2-87767-262-X), (réédité en 2001, collection Lutin poche, Ed. l'École des loisirs,  (ISBN 2-211-06121-4). Traduction en coréen, en néerlandais et en allemand.
- 2000, Mais pourquoi la terre est-elle ronde ?, Paris, Ed. du Petit musc.
- 2000, Mais pourquoi la mer est-elle salée ?, Paris, Ed. du Petit musc.
- 2000, Mais pourquoi le ciel est-il bleu ?, Paris, Ed. du Petit musc.
- 2001, Mais pourquoi les hommes ont-ils des poils ?, Paris, Ed. du Petit musc.
- 2001, Mais pourquoi meurt-on ?, Paris, Ed. du Petit musc.
- 2001, Mais pourquoi l'herbe est-elle verte ?, Paris, Ed. du Petit musc.
- 2001, Textodingo - La famille, Paris, Ed. du Petit musc.
- 2001, Textodingo - La voiture, Paris, Ed. du Petit musc.
- 2001, Textodingo - Le foot, Paris, Ed. du Petit musc.
- 2001, L'École du cirque, le secret bien gardé des enfants animaux, illustration Xavier Deneux, Ed. Mila,  (ISBN 2-84006-298-4), (réédité en 2005 et en 2014,  (ISBN 2-86893-935-X)). Traduction en coréen et en néerlandais.
- 2003, La Robe de Caméléa, illustration Étienne Sorg, Paris, Ed. du Petit musc. Traduction en coréen.
- 2003, Les cotoons, 3 titres, Ed. Play Bac.
- 2005, Silvio et Chico, illustrations Gwen Keraval, Ed. Magnard jeunesse, Coll. Tipik Benjamin,  (ISBN 2210 985 145).
- 2010, Beaucoup de bruit pour rien, Illustrations Xavier Deneux, Ed. Tourbillon,  (ISBN 2-84801-180-7).
- 2010, La Pêche à la ligne, illustrations Xavier Deneux, Ed. Tourbillon  (ISBN 2-84801-181-5).
- 2018 : Le capitaine au long cours, illustrations Pauline Martin, Ed. Gallimard Jeunesse. Réédition 2023
- 2021, Teddy Riner, Roman, Ed. Albin Michel Jeunesse
- 2021, Simone Biles, Roman, Ed. Albin Michel Jeunesse
- 2021, L'ours tendre, illustrations Marguerite Courtieu, Ed. Albin Michel Jeunesse
- 2021, Les superstars du foot : Hugo Lloris, Roman, Ed. Albin Michel Jeunesse
- 2022, Lebron James, Roman, Ed. Albin Michel Jeunesse
- 2024, Le Roi c'est moi ! Mineditions

### Documentaires jeunesse
- 1998, Le football, illustrations d'Olivier Nadel, Paris, Ed. Nathan, traduction en espagnol, en allemand et en néerlandais
- 1999, Les rois de France, Paris, Ed. Play Bac, collection l'éventail.
- 1999, Le feu, Paris, Ed. Nathan, collection Mégascope.
- 1999, Les sorcières de Noël, Paris, Ed. Nathan, collection crocoscope. Traduction en coréen et en chinois.
- 1999, Les personnages du XXe siècle, Paris, Ed. Play Bac, collection l'éventail.
- 2000, Les mégalopoles, Paris, Ed. Nathan, collection Mégascope.
- 2001, Le Far West, Paris, Ed. Nathan, collection crocoscope
- 2001, La nuit, Paris, Ed. Nathan, collection Mégascope.
- 2002, Petites strophes en images illustration de Xavier Deneux, Éditions du Sorbier.
- 2002, Les pompiers, Paris, Ed. Nathan, collection crocoscope
- 2002, Le Moyen Age, Paris, Ed. Play Bac.
- 2002, La Grèce antique, Paris, Ed. Play Bac.
- 2003, La première guerre mondiale, Paris, Ed. Play Bac avec le Mémorial de Caen.
- 2003, La seconde guerre mondiale, Paris, Ed. Play Bac avec le Mémorial de Caen.
- 2003, Les Cow-boys et les Indiens, illustrations de Gaëtan Dorémus et Olivier Nadel, Paris, Nathan,  (ISBN 2-09-250174-7).Traduction en suédois et en allemand. Réédition 2011.
- 2005, La Musique, illustrations de Sébastien Mourrain, Ed. Nathan, collection, Kididoc.  (ISBN 2-09-250343-X) Traduction en grec, en arabe, en coréen, en allemand, en chinois et en espagnol. Réédition 2011.
- 2005, Rois et Reines de France[2], Ed. Gallimard jeunesse, collection Les Yeux de la Découverte,  (ISBN 978-2-07-061378-6). Rééditions 2009 et 2012.
- 2006, Les Présidents de la République[4],[5], Ed. Gallimard jeunesse, collection Les Yeux de la Découverte,  (ISBN 2-07057-5780). Plusieurs rééditions.
- 2006, Secrets des fontaines et bosquets du château de Versailles, Ed. secrets des toiles,  (ISBN 2-9526624-0-1)
- 2007, Protégeons la planète[6], illustrations de Didier Balisevic, Ed. Nathan, collection Kididoc,  (ISBN 978-2-09-251367-5). 5 traductions.
- 2007, Protéger la Terre, les grands enjeux de l'environnement, illustrations : P. Razéra, H. Fellner, B. Boneed, Nathan, collection Dokeo,  (ISBN 978-209251171-8). Traduction en espagnol, en grec, en italien.
- 2007, Encyclopédia Histoire de France (chapitres XVe à XXe siècle), Ed. Gallimard jeunesse.
- 2008, L'aventure du Château de Versailles au temps de Louis XIV, Ed. Bayard-jeunesse et secrets des toiles,  (ISBN 2-747027-34-1).
- 2008, L'aventure des pyramides au temps des pharaons, Ed. Bayard-jeunesse et secrets des toiles
- 2008, Graine de voyageur - Provence et Côte d'Azur, Éditions Graine 2. Réédition 2012
- 2008, Graine de voyageur - Paris[7] Éditions Graine 2. Réédition 2011, 2016.
- 2008, L'Europe, de l'Islande à la Moldavie[8], Ed. Gallimard jeunesse.
- 2009, Le XXe siècle en images[9], Ed. Gallimard jeunesse, traduction espagnole
- 2009, Le grand livre des sciences et inventions chinoises[10] avec Danielle Elisseeff et Emmanuel Cerisier, Ed. Bayard, traduction anglaise
- 2009, Incroyables civilisations, Larousse.
- 2009, L'Europe en Q/R, Ed. Nathan, réédition 2014
- 2009, Le football en Q/R, Ed. Nathan, réédition 2014
- 2009, 200 dates de l'histoire du monde, Ed. Gallimard jeunesse.
- 2010, Les grands musées du monde[11], Ed. Gallimard jeunesse, collection Les Yeux de la Découverte
- 2010, Vacances à la mer, Éditions Graine 2.
- 2010, Le football, Ed. Gallimard jeunesse.
- 2010, Châteaux forts, Larousse.
- 2010, Chevaliers et châteaux forts, collection Top Doc, Fleurus.
- 2010, Rois et reine de France, Fleurus.
- 2010, Les secrets de l'Inde au temps du Taj Mahal[12], Ed. Bayard-jeunesse.
- 2011, Les grands monuments de Paris, Ed. Gallimard jeunesse, collection Les Yeux de la Découverte. Réédition 2012 et 2014
- 2011, La Tour Eiffel, quelle aventure ! , Ed. Bayard-jeunesse et secrets des toiles
- 2011, L'Égypte des pharaons[13], collection Top Doc, Fleurus.
- 2011, Le cinéma, Ed. Gallimard jeunesse.
- 2011, L'histoire de France[14], Ed. Gallimard jeunesse.
- 2011, Les véhicules en Q/R, Ed. Nathan, réédition 2014
- 2011, La seconde guerre mondiale en Q/R, Ed. Nathan, réédition 2014
- 2011, Le rugby[15], illustrations de Pronto, Ed. Nathan, collection, Kididoc, réédition 2015.
- 2011, Protéger la Terre, les grands enjeux de l'environnement , Ed. Nathan, collection Dokeo, traduction espagnole, grecque, bulgare
- 2012, Top Doc Pirates, Fleurus.
- 2012, Top Doc Football, Fleurus.
- 2012, Le dico du cinéma[16], La Martinière.
- 2012, La mer en Q/R, Nathan, réédition 2014
- 2012, Incroyables guerriers, Larousse. Traduction grecque
- 2012, La première guerre mondiale en Q/R, Ed. Nathan, réédition 2014, réédition 2022
- 2012, Comprendre comment ça marche, le monde où je vis, Ed. Nathan, traduction grecque, chinoise, serbe
- 2012, Le tour du monde, Tourbillon.
- 2013, Pages de pub, Fleurus.
- 2013, La France, Ed. Gallimard jeunesse.
- 2013, Les grandes dates de l'histoire du monde, Ed. Nathan
- 2013, Rois et reines de France, Ed. Nathan
- 2014, La mythologie grecque, Auzou, traduction italienne
- 2014, Et si on découvrait... le monde ? : un premier atlas pas comme les autres, Deux coqs d'or, traductions italienne, coréenne
- 2014, Le cinéma, Ed. Nathan
- 2014, Louis XIV à Versailles, Ed. Nathan
- 2014, A la découverte de Paris, Fleurus
- 2014, Le football, illustrations de Jaazy, Paris, Ed. Nathan
- 2014, La France, Ed. Nathan
- 2014, Cherche et trouve la solution, Auzou
- 2014, Le football, Fleurus, rééditions 2015
- 2014, A bord du bateau pirate, Ed. Gallimard jeunesse, traduction en néerlandais
- 2014, Les animaux familiers, Ed. Nathan
- 2015, La musique, Ed. Nathan
- 2015, Paris au fil du temps[17], illustrations de Simone Massoni, Ed. Gallimard jeunesse. Traduction anglaise : Paris through the age
- 2015, Les policiers, Ed. Nathan
- 2015, Paris, illustrations de Vincent Desplanche, collection Questions - réponses !, Ed. Nathan
- 2015, Passion rugby, Ed. Nathan
- 2015, Le grand livre des jeux de l'histoire de France, Fleurus
- 2015, Les Pirates, Fleurus
- 2015, Moto de course, Fleurus
- 2015, Au feu les pompiers, Ed. Gallimard jeunesse, traduction chinoise
- 2015, Le voyage en avion, Ed. Gallimard jeunesse, traduction allemande
- 2016, A la découverte des animaux du monde, Auzou
- 2016, Je découvre et je comprends l'espace, Auzou
- 2016, Les tops de la France, Ed. Nathan
- 2016, Le judo, Ed. Nathan
- 2016, Vive le sport, Fleurus, traduction en espagnol, roumain
- 2016, Qui décide quoi, Fleurus
- 2016, 700 pourquoi comment, Play Bac
- 2016, Le football, tout en 1, Fleurus
- 2016, Carnet spécial foot, Larousse
- 2016, Vive les Jeux olympiques, Questions/Réponses, dès 5 ans, Ed. Nathan
- 2016,  Les Jeux olympiques, Questions/Réponses, dès 7 ans, Ed. Nathan
- 2016, La Bible racontée et expliquée[18], illustrations d'Hélène Georges, La Martinière, traduction polonaise
- 2016, Les pirates, Ed. Gallimard jeunesse, traductions anglaise,chinoise, italienne
- 2016, L'Histoire de France racontée aux enfants, en collaboration avec Mac Lesggy[19], M6 éditions
- 2017, 50 questions loufoques, les Pirates, Fleurus, traduction néerlandaise
- 2017, 50 questions loufoques, les chevaliers, Fleurus, traduction néerlandaise
- 2017, Foot, 40 joueurs de légende[20], BAM, Ed. Gallimard jeunesse, traductions anglaise, serbe, espagnole (nlle version 2020)
- 2017, Tout ce que tu dois savoir à 7 ans, Play Bac
- 2017, Tout ce que tu dois savoir à 11 ans, Play Bac
- 2017, Le hand-ball, Ed. Nathan, réédition 2021
- 2017, Le ski, Ed. Nathan
- 2017, Paris, illustrations de Sébastien Mourain, Kididoc, Ed. Nathan
- 2017, La terre, une planète et des hommes, Ed. Gallimard jeunesse, traduction italienne
- 2017, Rois, 40 souverains du monde[21], BAM, Ed. Gallimard jeunesse, traduction italienne
- 2018, Quand le foot rencontre l'Histoire, Ed. Gulfstream
- 2018, Tout sur le foot, Fleurus
- 2018, 50 questions loufoques, le football, Fleurus
- 2018, Les récits légendaires des héros de l'Olympe, Mythique Panthéon, Ed. Saltimbanque, traduction italienne
- 2018, Dix femmes qui ont changé l'histoire du monde,  Ed. Auzou
- 2018,  40 monuments du monde, BAM, Ed. Gallimard jeunesse, traduction grecque
- 2018, 40 Inspiring Icons: Fantastic Footballers, Ed. Wide eye
- 2019, Je suis qui, je suis quoi ?[22], Casterman Jeunesse
- 2019, Les combattants[23], Casterman Jeunesse
- 2020, Football, Fleurus
- 2020, Paris, Collection Mes premières découvertes, Ed. Gallimard Jeunesse
- 2020, Sports, 40 champions olympiques, BAM, Ed. Gallimard jeunesse/Edition anglaise
- 2021, Agir pour la planète, Casterman Jeunesse
- 2021, Football, Collection Mes premières découvertes, Ed. Gallimard jeunesse
- 2021, Corps humain, Collection Mes premières découvertes, Ed. Gallimard jeunesse
- 2022, La guerre d'Algérie, chronologie et récits, illustrations de Jérôme Meyer-Bisch, avec la collaboration de Abderahmen Moumen[24],[25], Ed. Gallimard jeunesse (roman graphique)
- 2022, Paris, 40 lieux iconiques, BAM Ed. Gallimard jeunesse
- 2022, L'histoire pas bête, Ed. Bayard
- 2022, La guerre d'Algérie, Ed. Nathan
- 2022, Timbres, BAM Ed. Gallimard jeunesse
- 2024, Quand on arrive en France. Histoire de l'immigration, illustrations de Michaël Sterckeman, Casterman Jeunesse
- 2024, Ensemble contre le harcèlement scolaire, Casterman Jeunesse

### Biographies
- 2005, L'Abbé Pierre[26], illustrations de Judith Gueyfier, Paris, Bayard,  (ISBN 2-7470-1615-3). Traduction en coréen. Réédition 2012
- 2006,  Martin Luther King[27], illustrations de Judith Gueyfier, Ed Bayard Jeunesse,  (ISBN 2-7470-1782-6). Réédition 2012
- 2007, Le Dalaï-lama : sa vie ses combats, ses paroles, illustrations de Judith Gueyfier, Ed Bayard Jeunesse,  (ISBN 978-2-7470-2098-5). Traduction américaine.
- 2008, Aventuriers de l'Extrême[28], avec Guillaume Riffaud, Ed. Bayard.
- 2009, Incroyables aventuriers, avec Sophie Bordet, Ed. Bayard.
- 2011, Aventuriers engagés, Bayard
- 2012, Les personnages du XXe siècle, Fleurus.
- 2016, Ibrahimovic, Je Bouquine, Bayard
- 2017, Molière, Je Bouquine, Bayard
- 2017, Che Guevara, Je Bouquine, Bayard
- 2018, Scarlett Johansson, Je Bouquine, Bayard
- 2018, Jennifer Lawrence, Je Bouquine, Bayard
- 2019, Ariana Grande, Je Bouquine, Bayard
- 2020, Killian Mbappe, Je Bouquine,  Bayard
- 2021, Teddy Riner, Je Bouquine,  Bayard
- 2021, Nellie Bly, collection les Grandes vies, Ed. Gallimard jeunesse
- 2022, Rafael Nadal, Je Bouquine,  Bayard
- 2022, Chris Hemsworth, Je Bouquine,  Bayard
- 2023, Soprano, Je Bouquine,  Bayard
- 2023, Ryan Gossling, Je Bouquine,  Bayard
- 2023, L'Abbé Pierre, collection les Grandes vies, Ed. Gallimard jeunesse
- 2024, Bob Marley, Je Bouquine,  Bayard

### Livres historiques, essais
- 1992, «Mémorial de Lyon en 1793 - Vie, mort et familles des victimes lyonnaises de la Révolution», collaboration, Éditions lyonnaise d'art et d'histoire, 1992.
- 1995, Histoire des chrétiens d'Orient[29], Ed. L'Harmattan,  (ISBN 2-7384-3116-X).
- 1997, Les Chrétiens d'Orient en France[30], Paris, Fayard,  (ISBN 2866792416).
- 2017, Chronologie impertinente de l'histoire de France[31], éditions Larousse
- 2019, Atlas des utopies, Dakota éditions, traduction allemande
- 2021, Atlas de l'arnaque[32], Lapérouse éditions
- 2022, Découvertes fortuites, Lapérouse éditions
- 2024, 5000 ans d'histoire de France, éditions Larousse
- 2024, Secrets d'histoire junior - Si l'Histoire de France m'était contée,  éditions Larousse

### Beaux livres et autres
- 2000, Le monde en 365 photos,  GEO/Play Bac.
- 2001, Le tour du monde en 365 œuvres d'art, Éditions GEO/Play Bac.
- 2001, Voyage au fil des eaux, Éditions GEO/Play Bac, collection panoramique.
- 2002, 25 ans de Géo en 365 photos, Éditions GEO/Play Bac.
- 2002, Paysages d'exception, Éditions GEO/Play Bac, collection panoramique.
- 2003, Géo, incroyables ces animaux, Éditions GEO/Play Bac.
- 2004, Géo, incroyables chevaux, Éditions GEO/Play Bac.
- 2004, Voyage à travers la France, Éditions GEO/Play Bac, collection panoramique.
- 2005, Couleurs nature, Éditions Play Bac, collection panoramique.
- 2007, 1000 questions-réponses pour comprendre le monde- collaboration-, Ça m'intéresse/Play Bac.
- 2008, Merveilles de la nature en 52 semaines, Éditions GEO/Play Bac.
- 2008, Peuple du monde, National Geographic.
- 2008, 365 jours pour bousculer les idées reçues, Ca m'intéresse/Playbac.
- 2010, L'origine des expressions, Ca m'intéresse/Playbac.
- 2011, Photos mythiques, Éditions GEO/Play Bac
- 2012, Une année en France, Éditions GEO/Play Bac.
- 2012, Lieux sacrés, Éditions GEO/Play Bac
- 2013, La bible en 365 jours, Éditions GEO/Play Bac.
- 2014, Le monde des timbres pour les philatélistes en herbe[33],[34] Ed. Gallimard jeunesse.

### Presse
- 2015, La Revue dessinée, Rubrique instantanée, numéros 8 et 9
- 2016, La Revue dessinée, Rubrique instantanée, numéros 10, 11, 12, 13
- 2017, La Revue dessinée, Rubrique instantanée, numéros 14,15, 16, 17, 18
- 2018, La Revue dessinée, Rubrique instantanée, numéros 19,20, 21, 22

## Prix
- 2016 : Prix Jeunesse-Mairie du 15e pour Paris au fil du temps (Gallimard jeunesse)[35].